# Louis-Charles Ragué
Louis-Charles Ragué   (Namur, 1744 - 1793) fou un arpista i compositor belga.

## Biografia
Va aprendre els rudiments de la música entre els cors de Saint-Aubin a Namur i va aprofundir en l'estudi de l'arpa amb el seu pare, organista de Dinant. De 1762 a 1771, va anar a Roma on va ser deixeble de Sacchini. De tornada a casa, va entrar al servei del bisbe de Namur François-Marie de Lobkowitz, a qui va acompanyar de 1776 a 1777, a la cort de Frederic el Gran]. El 1783, publicà les seves primeres obres a Brussel·les i després passà a París. El 1786, les seves Simfonies op. 10, dedicat a Frederic el Gran i publicat el 1787 per Boyer, va obtenir un gran èxit al "concert spirituel". Les seves simfonies de tres moviments estan influenciades per l'Escola de Mannheim. Lallegro majestuós, que obre la primera simfonia en D, s'oposa a un primer tema molt Sturm und Drang a un segon, confiat a la flauta, d'una elegància molt francesa. La seva curta carrera com a compositor només va durar deu anys, des de la seva op. 1 de 1783. Malgrat això, la seva producció va ser molt fructífera i es va dedicar en gran manera a l'arpa, un instrument molt popular a la seva època. La seva traça es va perdre després del 1793.
| « | <"Ragué, distingit aficionat, va viure a París des del 1775 fins als esdeveniments de la Revolució Francesa, el 1792, després es va retirar al camp, als voltants de Moulins. El 1784 tenia Memnon, una òpera en tres actes, per a la qual havia compost la música i que no va tenir èxit, va actuar a la Comèdia italiana. Dos anys després va donar al mateix teatre L'amor filial, en dos actes, que va ser més ben rebut. Ragué tenia talent a l'arpa [...]. No tenim informació sobre el moment de la mort de Ragué." | » |

- François-Joseph Fétis, Biografia universal -

## Obres
- Sonates pour la harpe, op. 2, 4, 5, 15 et 16; aquests dos últims extractes de les obres d' Ignace Joseph Pleyel ; París, Cousineau..
- Sonates pour harpe et violon, op. 12 et 13, ibid.
- Duos pour deux harpes, op. 1, 7, 8, 18, ibid.
- Trios pour harpe, violon et violoncelle, op. 9, ibid.
- Quatuors pour harpe, violon, alto et basse, op. 19, ibid.
- Airs variés pour harpe seule, op. 3, ibid.
- Six Duos pour violon et alto, op. 11, Paris, Boyer.
- Concerto pour harpe et orchestre, op. 6, Paris, Leduc.
- Trois symphonies pour orchestre, p. 10, ibid.
- Memnon, òpera en tres actes (1784)
- L'Amour filial, òpera en dos actes (1786)